# Alan Roberts (wetenschapper)
Alan Roberts is een Brits wetenschapper en onderzoeker van adhesieve mechanica. In 1994 ontdekte Roberts een lijmstof die kon gebruikt worden om wonden dicht te kleven.

## Biografie
Roberts behaalde een Ph.D. in 1968 aan de Universiteit van Cambridge. In 1971 beschreven hij, K. Kendall en K.L. Johnson hun bevindingen in een wetenschappelijk artikel waaruit het Johnson-Kendall-Roberts (JKR) model kwam. In 1998 kreeg hij de Lavoisier Medal. In 2014 ontving hij de Charles Goodyear Medaille.